# Motor de expansão múltipla a vapor

Exemplo de um motor de expansão tripla alternativo
Vapor sobreaquecido a altas pressões (vermelho), passa por três estágios, saindo do motor como vapor sobreaquecido a baixa pressão (azul), para o condensador

Um motor de expansão múltipla a vapor (em inglês: compound steam engine) é um motor de expansão térmico, alternativo, que tem, como sua base de funcionamento, a expansão do fluido de trabalho (neste caso, vapor) em múltiplos estágios consecutivos. Relativamente ao local onde ocorre combustão utilizada para gerar o calor, é, um motor de combustão externa.
Um motor de expansão múltipla a vapor pode ter várias configurações diferentes, podendo ser um motor de expansão dupla, tripla, entre outros; Este tipo de motor foi bastante utilizado, no passado, no sector industrial, marítimo e ferroviário.
O fluido de trabalho, é, primeiramente aquecido numa caldeira, onde a água é transformada em vapor sobreaquecido, de seguida, é conduzido ao motor de expansão múltipla. A disposição típica dos cilindros, num motor de expansão múltipla consiste na existência de um primeiro cilindro, de alta pressão, de onde é aproveitada a energia do fluido de trabalho, seguindo, depois diretamente, por um ou mais cilindros, de maior volume e pressão progressivamente menor, com êmbolos (ou pistões) de diâmetro maior. 

## História

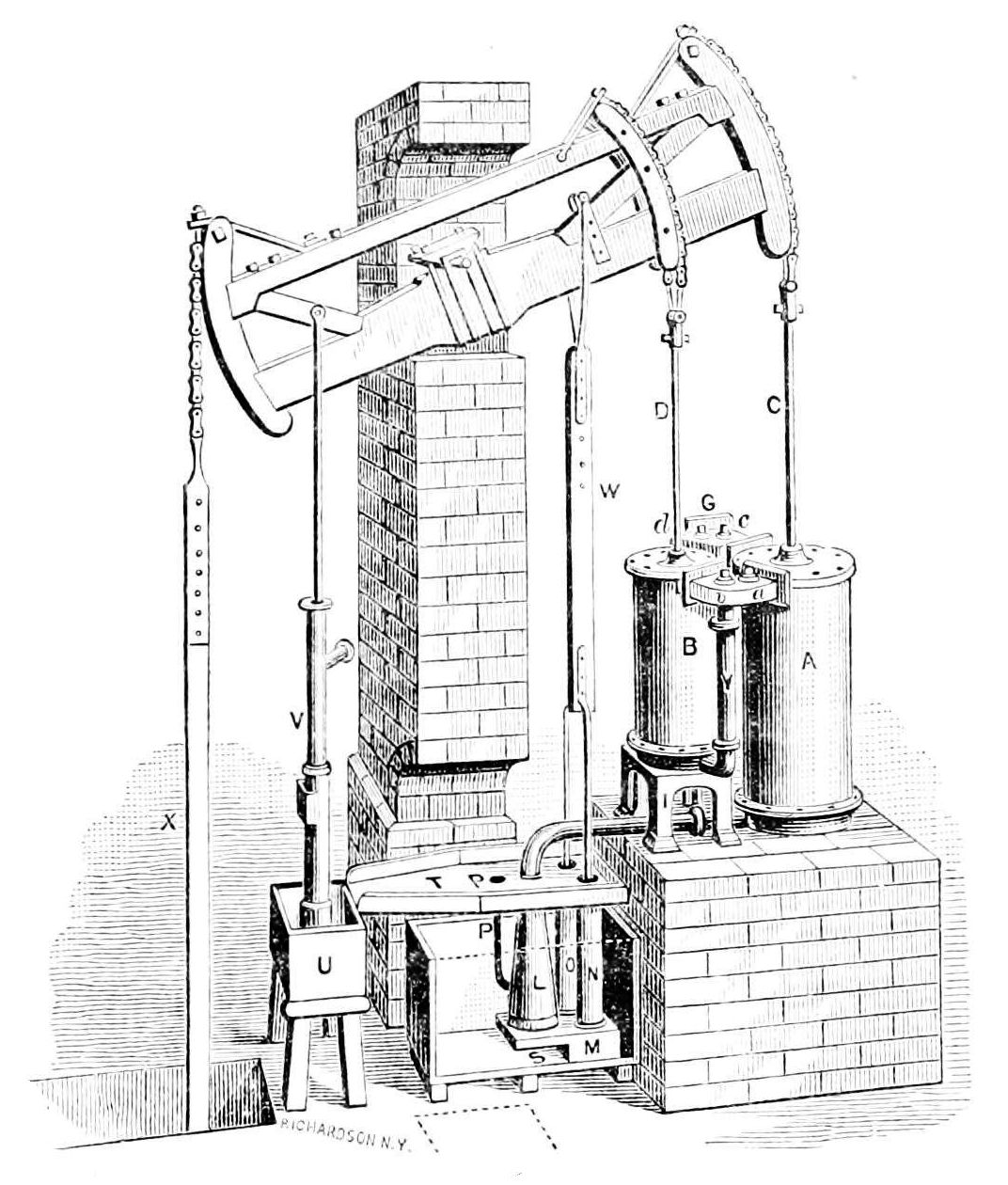
Esboço do primeiro motor de expansão dupla a vapor, por Jonathan Hornblower (in Popular Science Monthly Volume 12, New York, 1877)

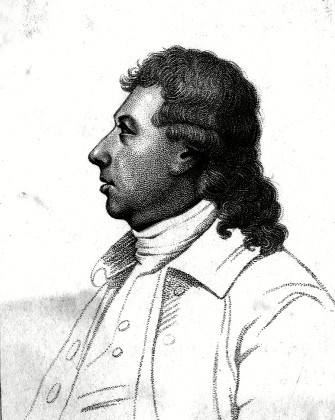
Jonathan Hornblower, inventor britânico, creditado como o primeiro a desenvolver uma máquina de expansão múltipla a vapor

### Primeira máquina de expansão múltipla a vapor
O primeiro motor de expansão múltipla a vapor foi patenteado por Jonathan Hornblower, um inventor britânico da Cornualha, em 1781.
O primeiro motor, descrito na patente, seria uma motor a vapor de expansão dupla, assente no motor a vapor de Watt que permitiria, assim, um aumento de rendimento relativamente à configuração anterior de um cilindro. Quando Hornblower solicitou ao Parlamento uma extensão de sua patente, em 1792, a empresa de James Watt (Boulton & Watt) contestou o seu pedido, alegando violação de propriedade intelectual da sua máquina a vapor. Hornblower, eventualmente, foi forçado a retirar seu pedido, perdendo assim a oportunidade de desenvolver ainda mais a sua máquina de expansão múltipla.
Em 1797, Richard Trevithick, separadamente, desenvolve uma máquina a vapor de alta pressão.

### Motor de expansão dupla de Woolf

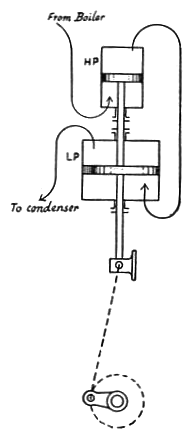
Esquema do funcionamento de uma máquina de expansão dupla Woolf ("Motor Córnico")

Em 1804, a ideia de Hornblower foi redescoberta e reaproveitada, tendo sido empregue por Arthur Woolf, também ele um inventor da Cornualha, na sua máquina de expansão dupla de alta pressão. O rendimento desta máquina, era de aproximadamente 7,5%, cerca do dobro da primeira máquina a vapor de Watt. Este motor, funcionava com um sistema simples de biela-manivela, com dois êmbolos, que partilhavam ambos a mesma haste. Consequentemente, o cilindro de menor diâmetro (cilindro de alta pressão), recebia o vapor sobreaquecido a altas pressões, passando depois por uma linha contínua o vapor para um segundo cilindro, de cota inferior e de menor pressão (com o mesmo princípio de funcionamento que o do primeiro motor Watt), passando depois para o condensador. Este motor, passou a designar-se, também por "Motor Córnico" e salvou a indústria mineira da Cornualha. A Consols (Consolidated Mines) reabriu em 1819, usando máquinas Woolf, e foram um grande sucesso. Algumas delas tinham êmbolos com diâmetros de 90 polegadas ou mais (aproximadamente 230 cm), o que as tornava muito potentes, relativamente às existentes. Por sua vez, a utilização de dois estágios, permitia um rendimento muito maior, sendo um grande sucesso regional e nacional. Por volta de 1850, estas máquinas compostas foram introduzidas pela primeira vez nas fábricas têxteis de Lancashire, e um pouco por todo o Reino Unido.

### Motor de expansão tripla

#### Aplicação no sector marítimo
Desde o início da invenção das primeiras máquinas a vapor, que o seu uso foi, também, teorizado e posteriormente aplicado ao setor marítimo. Desde 1712, com a invenção dos primeiros motores Newcomen, que foi estudado e concebidos motores de aplicação marítima. No entanto, só no século seguinte, com o escocês William Symington, é verdadeiramente aplicado com sucesso a primeira instalação propulsora marítima, com recurso a um motor a vapor, no navio Charlotte Dundas.

Motor de expansão tripla, em funcionamento

Durante o século XIX, uma grande variedade de motores marítimos a vapor alternativos foram desenvolvidos e postos em prática. Os dois principais métodos de classificação desses motores são pelo mecanismo de conexão e pela tecnologia de cilindros. Durante as décadas do século 40 e 50 do século XIX, os motores marítimos de expansão múltipla perfaziam uma quantidade considerável dos motores existentes a navegar no mundo, até atingir o seu auge antes do advento das turbinas a vapor.
Tendo como base os princípios para os motores de expansão dupla, rapidamente se começou a teorizar sobre a aplicabilidade de motores de expansão tripla. Neste arranjo, muito semelhante aos anteriores, o vapor expandir-se-ia, sucessivamente em três cilindros: um de alta pressão (AP), outro de  média pressão (MP) e outro de baixa pressão (BP).

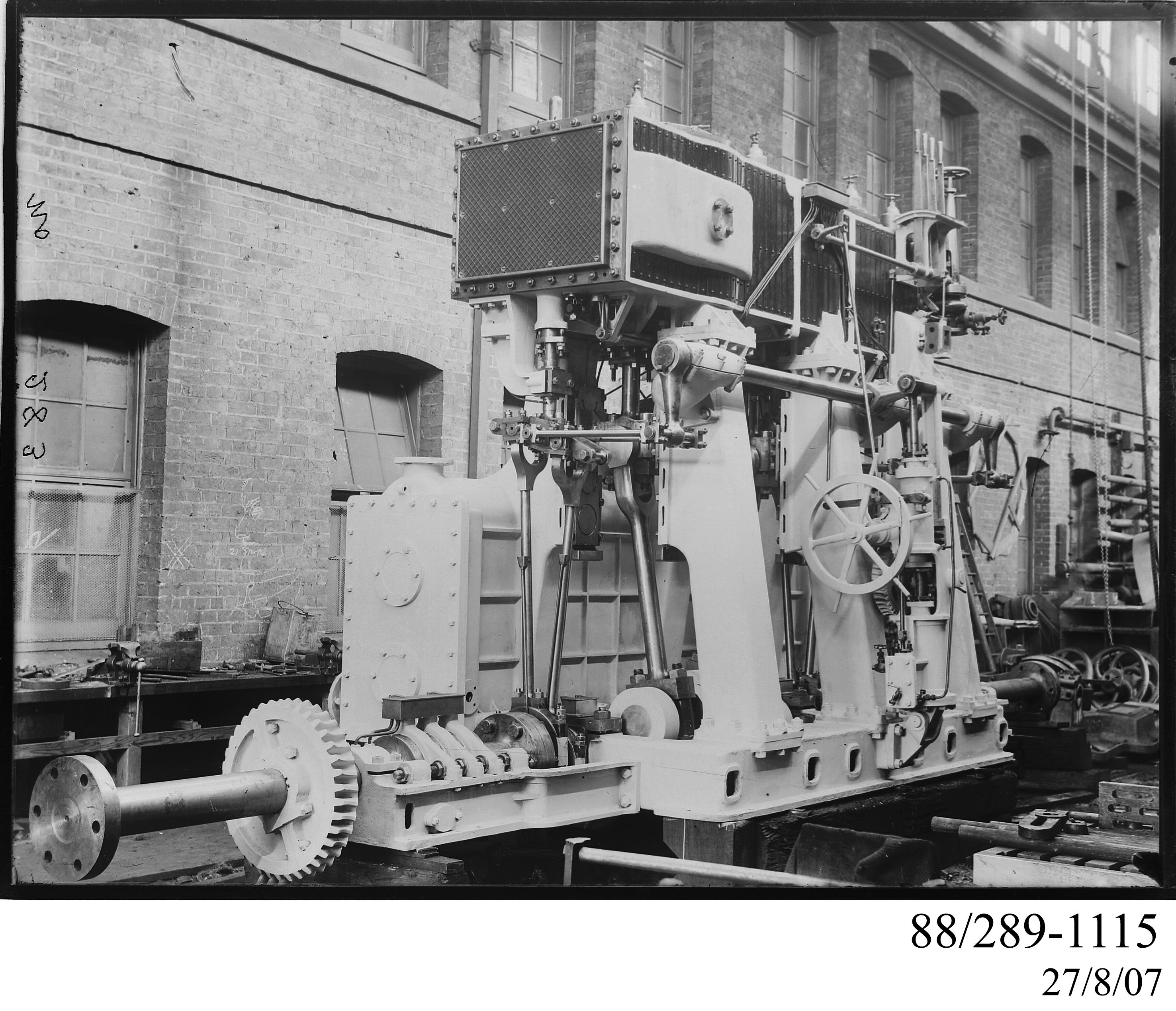
Motor de expansão tripla

Em 1845, William McNaught desenvolveu um método para fixar um cilindro adicional de alta pressão dentro de uma máquina de expansão dupla, já existente. Para isso, era necessário usar um longo coletor de vapor comum, para conectar os cilindros e um conjunto extra de válvulas para equilibrá-los. Na prática, tinham sido desenvolvidos os meios práticos da criação de um motor de expansão tripla, permitindo, assim, um aproveitamento ainda maior da energia presente no vapor sobreaquecido. Esse sistema permitia maior controle da admissão e dos cortes de vapor. Uma máquina podia ser desacelerada por um acelerador, que reduzia a pressão do vapor, ou ajustando o corte em qualquer um dos cilindros. Este último era mais eficaz, pois não havia perda de potência. O ciclo era assim, mais suave e possuía valores de coeficientes de eficiência termodinâmica maiores.
Em 1861, Daniel Adamson patenteou um motor de expansão múltipla, com três ou mais cilindros conectados a veio de manivelas. Ele construiu, efetivamente, um motor de expansão tripla a vapor. Nos anos seguintes, esta disposição de cilindros e sistema foi amplamente difundido, com um interesse crescente na sua aplicação no sector marítimo, na marinha mercante e marinha de guerra. Os transatlânticos da Cunard Line e da White Star Line, por exemplo, destas décadas, estavam equipados com motores de expansão tripla, representando, na altura, o pináculo do desenvolvimento de motores mecânicos.

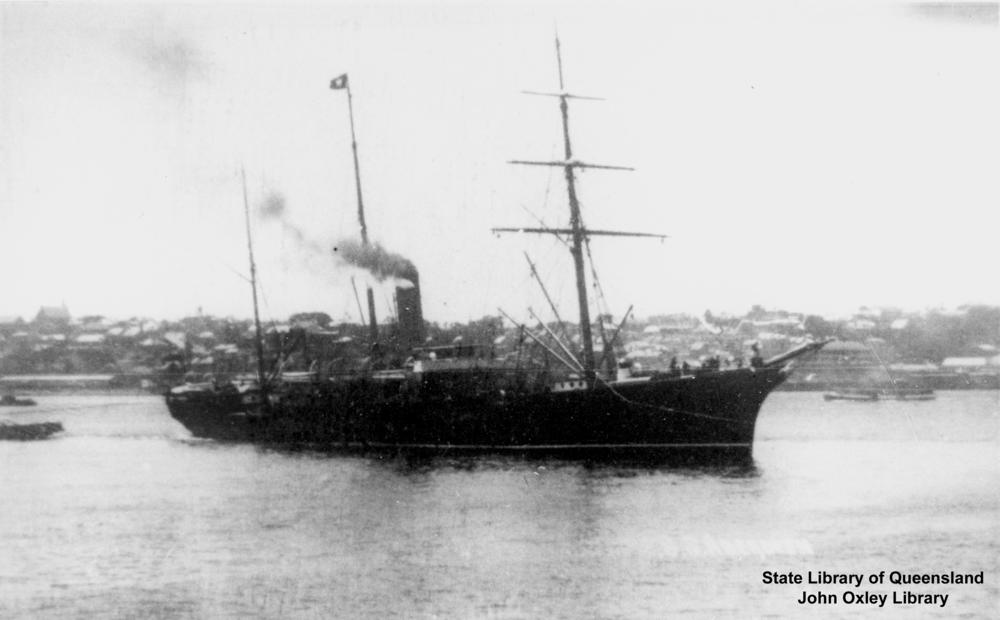
SS Aberdeen (1881) o primeiro navio com um motor de expansão tripla bem sucedido

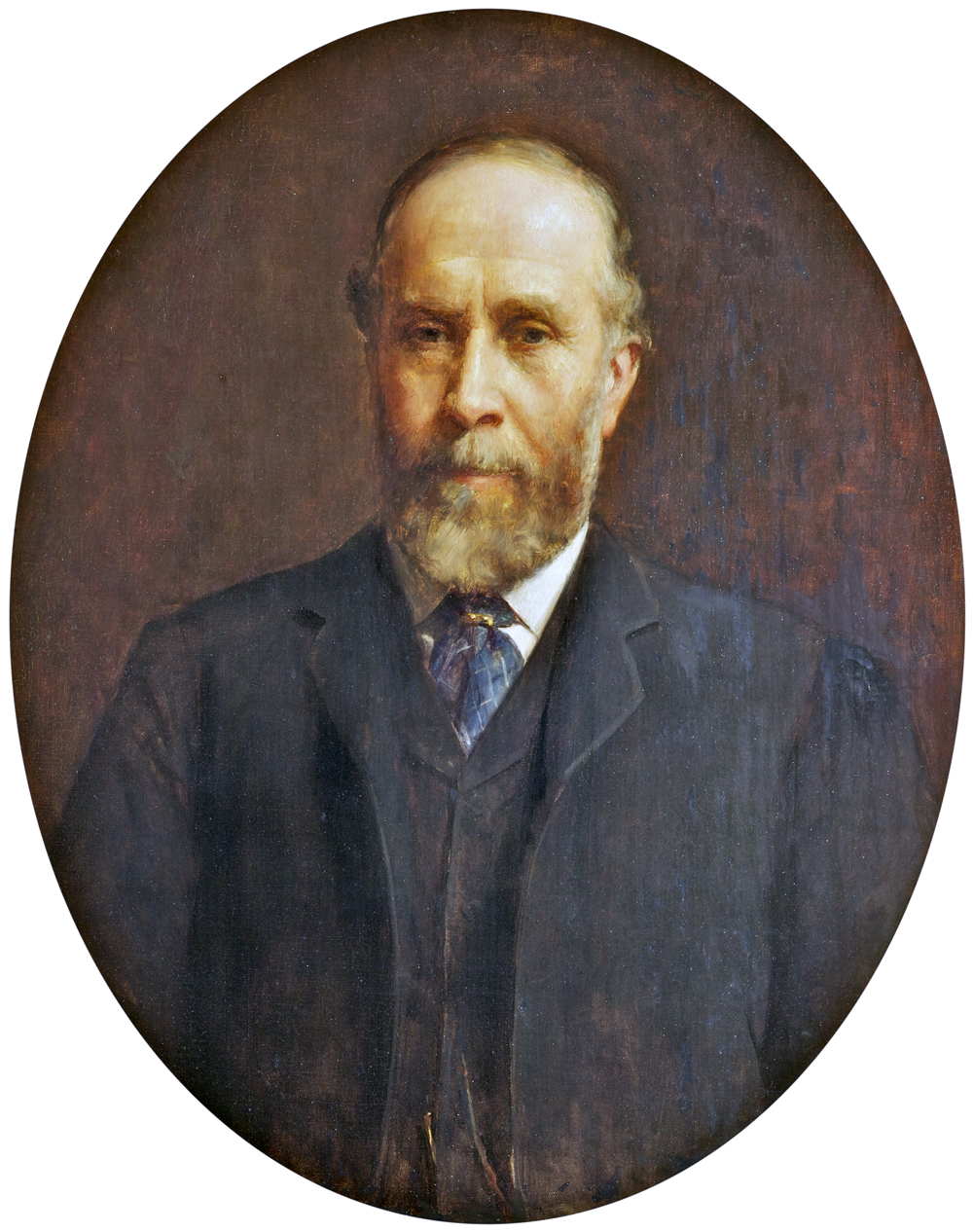
Alfred Holt (1829-1911)

O primeiro motor de expansão tripla bem-sucedido no sector marítimo é, frequentemente, creditado ao navio SS Aberdeen, um navio-vapor construído pelos estaleiros Robert Napier & Sons de Glasgow, lançado em 1881 para a Aberdeen Line (rota para a Austrália). Já teria havido uma experiência com motores de expansão tripla num navio anteriores, em 1874, no SS Propontis, mas com um problema de sobrepressão nas caldeiras.
Alfred Holt (fundador da Blue Funnel Line) é considerado por muitos, um dos grandes promotores dos motores de expansão tripla no setor marítimo, na navegação de longo curso. Ele defendia fortemente motores mais eficientes, tendo usado no caso do SS Agamemnon um motor de expansão dupla. Alfred Holt equipou, o seu navio SS Agamemnon com um motor de expansão múltipla e caldeiras a 60 psi (413 kPa), alcançando, à altura, extraordinária economia de combustível e viabilizando o transporte de longa distância (Londres – China), antes da abertura do Canal do Suez.
Apesar de ir contra, na altura, os parâmetros definidos pela Board of Trade, com as suas experiências no sector, Alfred Holt levou adiante uma constante sucessão de experiências, para validar motores compostos de alta pressão, que permitiram um avanço rápido desta tecnologia.

## Configurações de motores de expansão múltipla a vapor
Existem muitas configurações de motores de expansão múltipla a vapor, mas existem dois tipos básicos, de acordo com os sistemas de passagem do vapor de alta pressão para baixa pressão, respetivamente. Se o vapor do cilindro de alta pressão, é capaz de passar diretamente para o cilindro de baixa pressão, é uma configuração do tipo "Woolf". Por outro lado, se a flutuação da pressão necessita de um espaço intermédio de redução de pressão, na forma de uma cofre (ou caixa) de vapor ou tubo, é designado como configuração "Recetora".

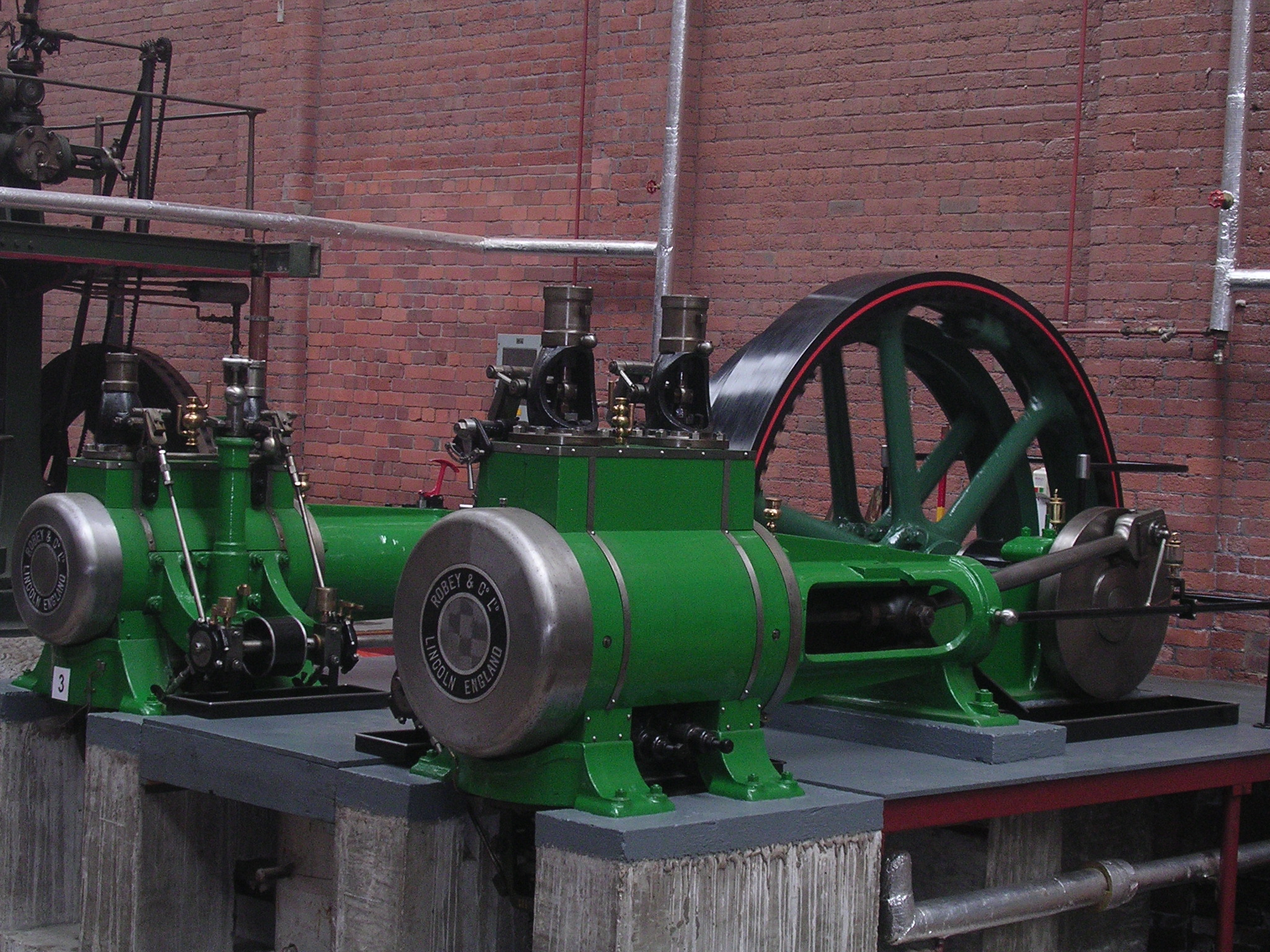
Motor de expansão dupla a vapor de disposição de cilindros horizontais

Num motor de expansão de um cilindro, o vapor, a alta pressão, entra no cilindro, por uma válvula de admissão. Com a entrada do vapor, este empurra o êmbolo num curso descendente, até ao fecho da válvula de admissão (a cerca de 25% do curso deste). Após o fecho da válvula de admissão, o vapor existente na câmara do cilindro continua a sua expansão, até se atingir o ponto morto inferior do êmbolo. Com a chegada do fim do curso do êmbolo, no seu ponto morto inferior, é aberta a válvula de evacuação, por onde o vapor é expelido do cilindro, para a atmosfera (circuito aberto), ou para um condensador, onde será reaproveitado novamente (circuito fechado). Durante o tempo onde a válvula de admissão se encontra fechada, é precisamente onde é gerado o  trabalho útil pelo vapor na máquina, visto não haver caudal volumétrico adicional de vapor no cilindro.
Um fecho da válvula de admissão mais cedo, aumenta, por si, o coeficiente de expansão adiabático, o que, em princípio, permite que um maior valor de energia específico seja extraído e, com isto, aumento de rendimento da máquina. Idealmente, o vapor se expandiria adiabaticamente, e a temperatura cairia linearmente, com o ao aumento de volume. No entanto, na prática, com as perdas para o meio vizinho, essa razão não é linear, verificando-se um arrefecimento do vapor na parte inicial da sua expansão e aquecendo-o na parte final. Esses fluxos de calor, irreversíveis, diminuem, portanto, o rendimento do processo, de modo que, além de um certo ponto, aumentar ainda mais a taxa de expansão do fluido iria, na verdade diminuir o coeficiente de eficiência termodinâmica, além de diminuir a pressão efetiva média e, portanto, a potência do motor.

### Motores de expansão múltipla de configuraçãoWoolf
Para se resolver esse problema, em 1804, é criado, o sistema Woolf de motores de expansão múltipla. Existem, além das descritas em cima, outras vantagens: como os valores de diferença de temperatura em cada um dos cilindros é mais reduzido, a probabilidade de condensação no cilindro é menor. As perda devido à condensação é, portanto, restrita ao cilindro de baixas pressões. A diferença de pressão é, progressivamente menor em cada cilindro, e, com isto,  há menos perdas de caudal de vapor, tanto nos êmbolos como nas válvulas. O binário, por sua vez, é mais uniforme, e, com isto, o equilíbrio do motor é mais fácil e um volante menor poderá ser utilizado. Apenas o cilindro de alta pressão precisa de ser construído para suportar as pressões mais alta, o que reduz a massa total do motor. De mesma forma, os componentes estão sujeitos a menores valores de deformação, logo, poderão ser mais leves. As partes alternativas do motor (biela-manivela) são mais leves, reduzindo, com isso as vibrações do motor. Os motores de expansão múltipla podem, por isso, iniciar o seu curso em qualquer ponto do ciclo e, no caso de falha mecânica, o motor poderá ser redefinido para agir como um motor de expansão único e, assim, continuar a funcionar.  
Para obter um trabalho igual a partir de vapor de baixa pressão, é necessário um cilindro com maior volume, visto que esse vapor ocupa um volume maior. Portanto, o diâmetro interno e, em casos raros, também o curso, são aumentados em cilindros de baixa pressão, resultando em cilindros maiores.
Motores de dupla expansão expandem o vapor em dois estágios, mas isso não significa que todos esses motores tenham, obrigatoriamente, dois cilindros. Eles poderão ter quatro cilindros, um trabalhando como dois pares de baixa-alta pressão, ou o trabalho do cilindro de baixa pressão grande poderá ser dividido em dois cilindros menores, com um cilindro de alta pressão ligado para cada cilindro de baixa, resultando numa disposição de 3 cilindros, onde o diâmetro do cilindro e do êmbolo de todos os três são aproximadamente iguais, facilitando o equilíbrio dos contrapesos no veio de manivelas.

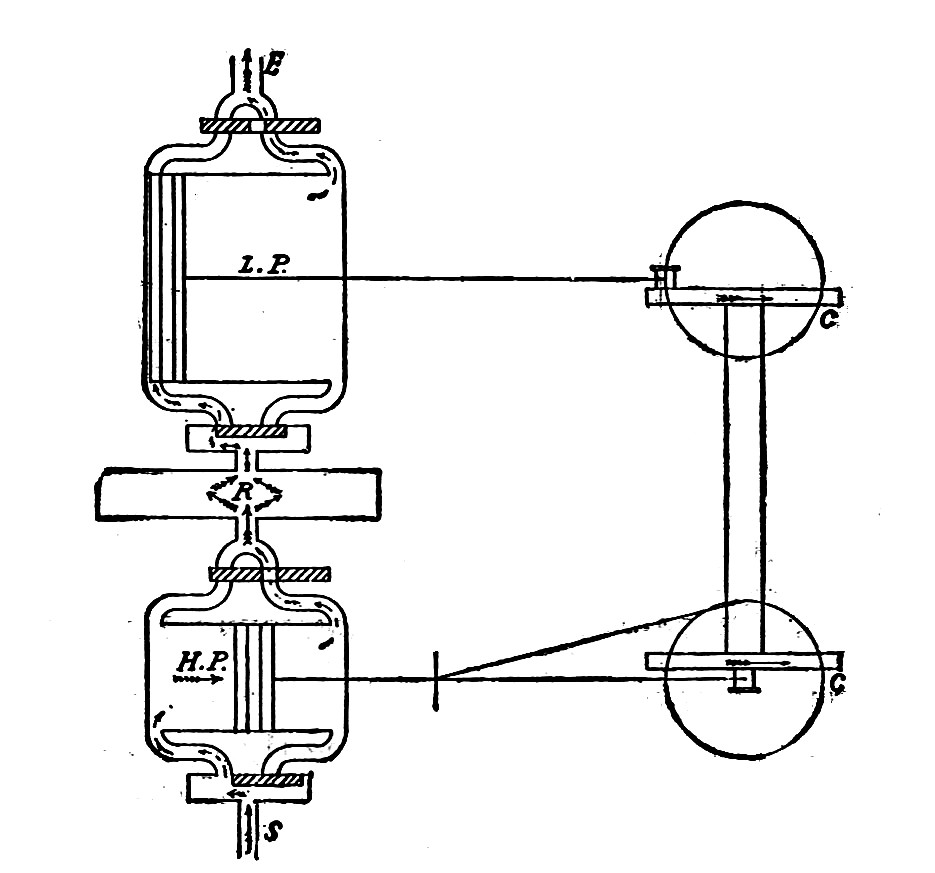
Configuração de cilindros cruzados numa máquina de expansão dupla.

### Configuração de acordo com disposição dos cilindros
A disposição de um motor a vapor de expansão dupla poderá ter os seguintes nomes, de acordo com a disposição dos cilindros: 
- Expansão múltipla cruzada – os cilindros estão lado a lado;
- Expansão múltipla de tipo sequencial (tandem) – os cilindros são de ponta a ponta, acionando uma biela comum;
- Expansão múltipla telescópica – os cilindros ficam um dentro do outro;
- Expansão múltipla angular – os cilindros são dispostos em V (geralmente com um ângulo de desfasamento de 90°) e acionam um veio de manivelas comum;

## Aplicações

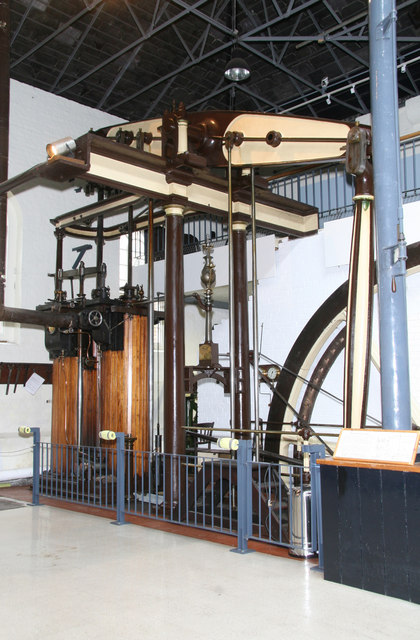
Motor de expansão dupla Woolf (utilizado como bomba hidráulica em aplicações mineiras e industriais)

As aplicações deste tipo de motores, ao longo do tempo, foram vários, tendo sido comumente utilizados como: 

### Motores de bombas hidráulicas (aplicação industrial)
- Por exemplo, em Motores a vapor Newcomen, ou Motores a vapor Hornblower ou Woolf (motores córnicos);

### Motores em moinhos
Embora os primeiros moinhos fossem movidos por energia hídrica, uma vez que as máquinas a vapor foram adotada, deixava de ser necessário o estabelecimento de um moinho perto de um curso de água. A fiação de algodão exigia moinhos cada vez maiores para atender ao crescimento de procura, e isso levou os proprietários a exigir motores cada vez mais potentes. Quando a pressão da caldeira ultrapassava os 415kPa, os motores de expansão múltipla alcançavam melhores rendimentos, mas foram as vantagens de um motor com menores vibrações, que foram o fator decisivo na adoção deste tipo de motores. Em 1859, aproximadamente 43% de todos os motores de moinhos na área de Manchester eram de expansão múltipla, enquanto que apenas 22% dos motores tinham vapor gerado por caldeiras, com valores a rondar os 415kPa.
De um modo geral, entre 1860 e 1926, todos os moinhos de Lancashire eram movidos por motores de expansão múltipla a vapor. O último motor de expansão múltipla a vapor, em uso na região, foi operado até 1965.

## Em Portugal
A primeira máquina a vapor em Portugal chegou no contexto de um moinho. Em outubro de 1818, Diogo Ratton Clamouse, barão de Alcochete, obtém o privilégio para a introdução em Portugal do primeiro “moinho a vapor”. De mesmo modo, consequentemente, o barão de Sobral, Geraldo Venceslau Castelo Branco, pede licença similar, para uso em embarcações.
Construído em Liverpool, por encomenda do então Cônsul-geral de Portugal naquela cidade, António Julião da Costa, no estaleiro Mottershead & Hays, o navio Conde de Palmela, chegou a Lisboa a 14 de outubro de 1820, para a Marinha Mercante portuguesa. Tinha o casco de madeira e uma máquina a vapor de expansão, de aproximadamente 20 cavalos-vapor, construída pela Fawcett, Littledale & Co. Terá sido, também, o primeiro navio a vapor encomendado por um Estado estrangeiro, o primeiro vapor a atravessar o Golfo da Biscaia, numa viagem de mais de 1.000 milhas, e o primeiro navio a vapor que fez escalas em portos portugueses. Destinava-se a realizar uma carreira entre Lisboa e Santarém, que teve início a 27 de janeiro de 1821. A viagem terminaria no entanto em Alqueidão, freguesia da Azambuja, porque o estado de assoreamento do Tejo não permitiu que continuasse mais. O custo da viagem era de 480 réis até Vila Franca e 960 até Alqueidão.
A navegação a vapor foi assim introduzida no Tejo, apenas 14 anos após o seu início. A estreia mundial da navegação fluvial comercial a vapor é atribuída ao inventor Robert Fulton, dos Estados Unidos, responsável pela introdução do Clermont em 1807 no rio Hudson. Na Europa, foi com o Comet que, em 1812, se inaugurou no Rio Clyde o primeiro serviço regular de passageiros.
O impacto das viagens do pequeno vapor português ao Ribatejo levou a imprensa a sugerir que se fizessem também ligações por mar até à Figueira da Foz e ao Porto. Talvez por isso ele tenha sido também utilizado, experimentalmente, na ligação marítima entre Lisboa e o Porto, tendo efetuado cinco viagens no verão de 1821, a primeira das quais teve início em 9 de julho com 16 passageiros. Foi uma viagem acidentada porque o navio teve de ficar três dias arribado em Peniche devido à nortada.
Este navio, encomendado pelo cônsul português em Liverpool, foi o primeiro a navegar com pavilhão português e destinava-se a estabelecer uma carreira entre Lisboa e Santarém.
A 28 de outubro de 1856, foi inaugurado o primeiro troço de via férrea em Portugal, unindo a cidade de Lisboa ao Carregado. No entanto, a revolução industrial em Portugal , por vários constrangimentos, dá-se de forma mais tardia, e as máquinas a vapor chegam tardiamente, e quase sempre importadas, ora do Reino Unido, ora de outros países europeus. Como tal, a máquina da locomotiva é uma máquina simples, de expansão de cilindro único. Ainda hoje, poderá ser observado, na locomotiva D. Luiz. 
Nos anos de 1868 e 1869, com os planos de reestruturação da Marinha de Guerra portuguesa, são encomendadas várias canhoneiras para serviço da Armada. Como tal, é encomendada, aos estaleiros do Arsenal da Marinha, a canhoneira Tejo, Ibo, Quanza, entre outras; Todos estes navios, possuíam, como sistema de propulsão mecânico, motores de expansão dupla e/ou tripla.